# Rijksdag van Regensburg (1608)
De Rijksdag van Regensburg in 1608 werd in februari van dat jaar bijeengeroepen door aartshertog Ferdinand van Habsburg, in naam van keizer Rudolf II. De Rijksdag stond in het teken van de tegenstellingen tussen katholieken en protestanten in het Heilige Roomse Rijk. De verovering van het grotendeels lutherse Donauwörth door de katholieke hertog Maximiliaan van Beieren aan de vooravond van de Rijksdag versterkte deze tegenstellingen nog verder. Het mislukken van de Rijksdag was een van de oorzaken voor de oprichting van de Protestantse Unie en daarmee voor het uitbreken van de Dertigjarige Oorlog.

## Verloop van de Rijksdag
De Rijksdag begon met de eis van de voornaamste protestantse vorsten, waaronder die van de Palts en Saksen, om de rechtsgeldigheid van de Godsdienstvrede van Augsburg formeel te bevestigen. Ferdinand was hiertoe alleen bereid als alle kerkelijke gebieden die sinds 1552 door protestantse vorsten waren geseculariseerd, weer aan de Katholieke Kerk zouden worden teruggegeven. De afgevaardigden van de Palts eisten vervolgens van de keizer dat hij religieuze tolerantie aan de Hongaarse protestanten zou verlenen, alhoewel Hongarije geen deel uitmaakte van het Rijk. Aartshertog Ferdinand weigerde dit. De afgevaardigden uit Saksen en Mainz probeerden tevergeefs de situatie weer onder controle te krijgen, maar konden niet voorkomen dat de afgevaardigden van de Palts en van een aantal andere protestantse staten de Rijksdag verlieten. Omdat de overgebleven protestanten weigerden om zonder de voltallige Rijksdag besluiten te nemen, eindigde op 3 mei de Rijksdag voor het eerst in zijn bestaan zonder het gebruikelijke Rijksafscheid. 

## Gevolgen
Het mislukken van de Rijksdag suggereerde dat de instituties van het rijk niet meer functioneerden. Als reactie op het falen van de Rijksdag werd de Protestantse Unie opgericht, die de protestanten bescherming moest bieden. De vorming van de Unie en verlies van vertrouwen door veel protestantse vorsten in de instituties van het Rijk waren mede een oorzaak voor het uitbreken van de Dertigjarige Oorlog.